# Khosro Naghed

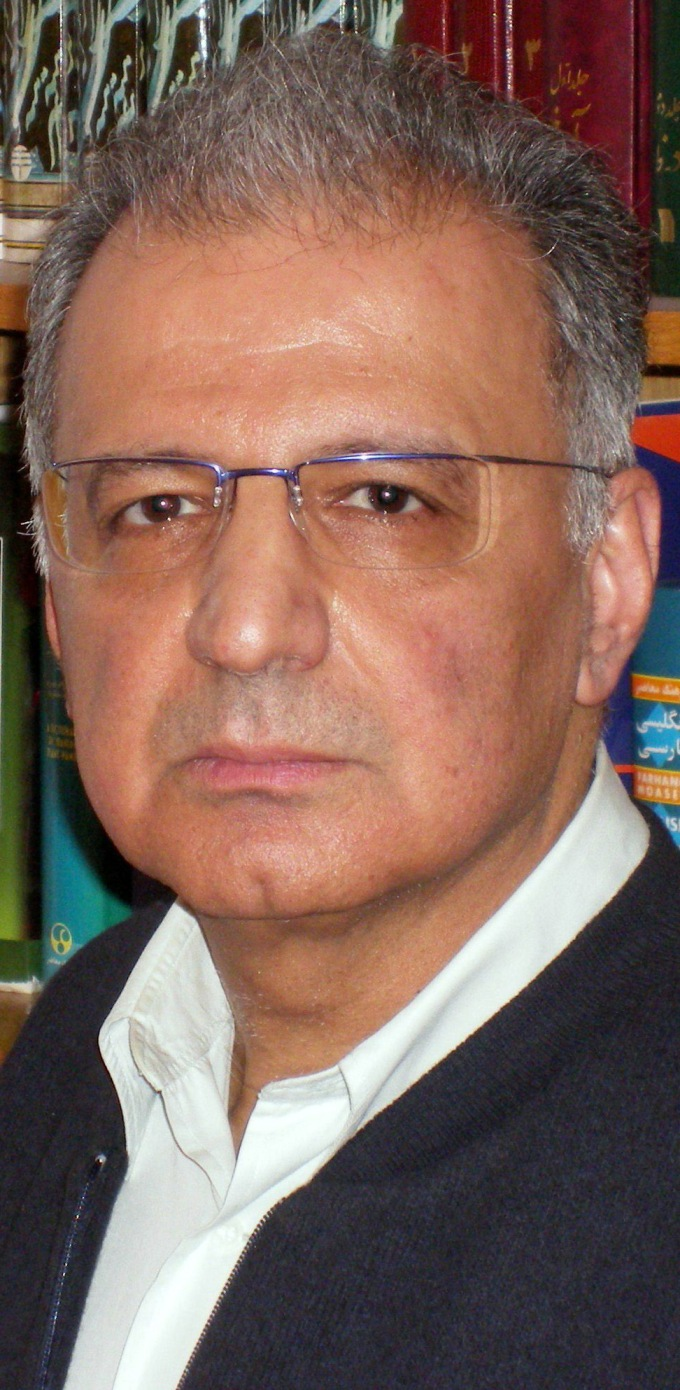
Khosro Naghed

Khosro Naghed (* 1950 in Schiras, Iran) ist ein iranischer Iranist, Autor, Essayist und Übersetzer mehrerer Bücher. Seit den 1970er Jahren lebt er in Deutschland. Er hat unter anderem auch ein Deutsch-persisches Wörterbuch (Langenscheidt) herausgegeben. Er schreibt Artikel für die BBC und mehrere iranische Zeitungen und Zeitschriften und hat schon viele philosophische Texte übersetzt.

## Werke
- Ich weiß, dass ich nicht weiß. Die Gedankenwelt Karl Poppers. by Khosro Naghed. (edition Kargadan. Tehran 2023).
- Kritik der Dialektik der Aufklärung. Nashreney, Tehran 2019.
- Vernunftmord. Die Intellektuellen und die Oktoberrevolution. Nashreney. Tehran 2018.
- Ost-westliche Träume. Von Gilgameschs Träumen zu Nietzsches Albträumen. Farhang Moaser Publishers, Tehran 2017.
- From Knowledge to Wisdom. Essays and Interviews about philosophy and literature. Qoqnoos publication, Tehran 2012.
- Lob des Dialogs. Begegnung mit dem Andere. Edition Jahnn-e Ketab, Tehran 2010.
- Langenscheidt Universal-Wörterbuch Persisch. Persisch-Deutsch, Deutsch-Persisch. Langenscheidt, Berlin, München 2002.

## Übersetzungen
- Die Hüter des Absolutismus. Die Gedankenwelt Leszek Kołakowskis. Ausgewählt und übersetzt von Khosro Naghed. (Nashreney. Tehran 2023).
- Warum Krieg? Briefwechsel zwischen Albert Einstein, Sigmund Freud. Übersetzt und mit einem Vorwort von Khosro Naghed.  (Nashreney. 4. Auflage, Tehran 2023).
- Auf der Suche nach dem Sinn des Lebens. Gespräche mit europäischen Denker. Ausgewählt und übersetzt von Khosro Naghed. (Farhang Moaser Publishers . Tehran 2017)
- Apple and soldier. Poems beyond the horror. re-creation by Khosro Naghed. (Morvarid publication. Tehran 2012).
- Utopie und Gewalt. Essays und Interviews von Karl Popper. Ausgewählt und übersetzt von Khosro Naghed und Rahman Afshari. (Edition Jahane Ketab. Tehran 2010)
- Leben trotz Geschichte. Essays und Interviews von Leszek Kolakowski. Ausgewählt und übersetzt von Khosro Naghed. (Edition Jahane Ketab. Teheran 2009)
- Liebesgedichte im Zeitalter der Gewalt. Gedichte von Erich Fried. Übersetzt von Khosro Naghed. Graphiken von Basam Rasam. (Verlag Jahane Ketab. Teheran 2008)
- Gedichte für melancholische Tage. Gedichte über Kafkas Stadt. Übersetzt von Khosro Naghed. Graphiken von Basam Rasam. (Verlag Jahane Ketab. Teheran 2008)
- Der Tod hat dir nichts zu sagen. Gedichte von Erich Fried. Ausgewählt und übersetzt von Khosro Naghed. (Edition Cheshmeh. Teheran 2007)
- A la sombra de la luna y la muerte. Federico García Lorca. traducción Khosro Naghed (edición Ketabe Roushan. Teheran 2006).
- L’impact planetaire de la pensee occidentale et le dialogue de la civilisation. traduction: F. Badreie, B. Parham, Kh. Naghed (édition Frazanrooz Teheran 2000)
- Wie Wasser im Strom, wie Wuestenwind. Gedichte eines Mystikers. Omar Khayyām. Hrsg. von Khosro Naghed. (Zweisprachige Ausgabe, Edition Orient. Berlin 1992.)
- Auf der Schneide des Laechelns. Erich Fried Leben und Gedichte. Zweisprachige Ausgabe. Persisch: Khosro Naghed. (Edition Shahab. Teheran 2000)